# سیارک ۱۳۳۵۵۲
سیارک ۱۳۳۵۵۲ (به انگلیسی: 133552 Itting-Enke، نامگذاری:2003UJ4) صد و سی و سه هزار و پانصد و پنجاه و دومین سیارک کشف شده‌است که در ۱۶ اکتبر ۲۰۰۳ کشف شد.